# Bramboráky
Bánh khoai tây chiên (trong tiếng Séc là bramboráky) là một món đồ ăn nhẹ thường được làm từ nguyên liệu chính là khoai tây bào vụn kèm với bột mì, đôi khi có thêm cả trứng và nước sốt táo. Chúng thường được chiên trên chảo nông và nêm nếm với tỏi, hành và các gia vị khác. Bánh khoai tây chiên có thể ăn không, hoặc ăn với nhiều đồ ăn kèm khác nhau, từ mặn như kem chua, cho đến ngọt khi ăn cùng si-rô hoặc nước sốt táo. Bánh khoai tây chiên có thể được làm từ khoai tây nghiền để tạo ra hình những miếng khoai tròn. Một vài biến thể của loại bánh này còn được làm bằng khoai lang.

## Bánh khoai tây chiên ở các nước

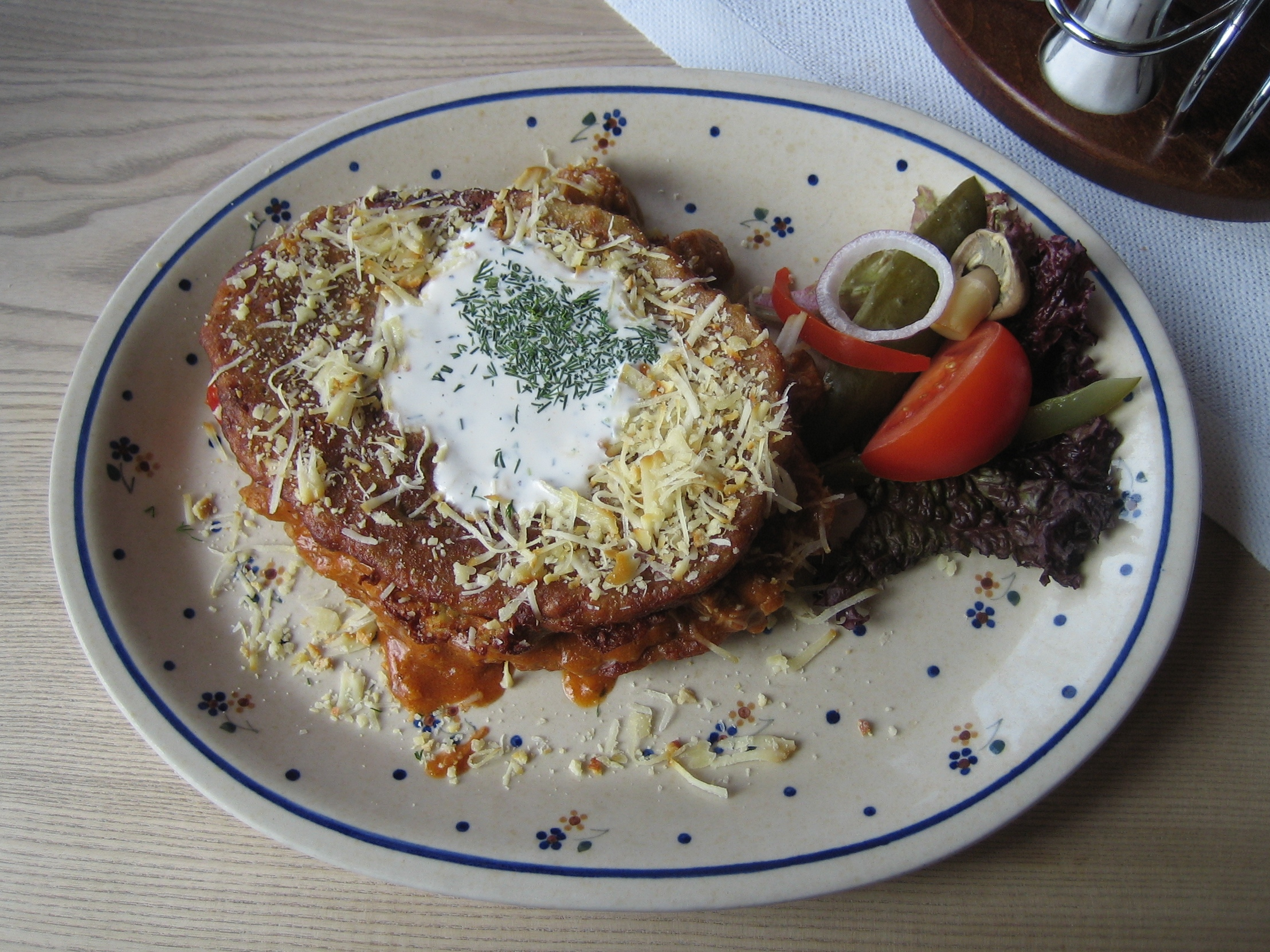
Một đĩa bánh khoai tây được phục vụ trong một nhà hàng tại Ba Lan

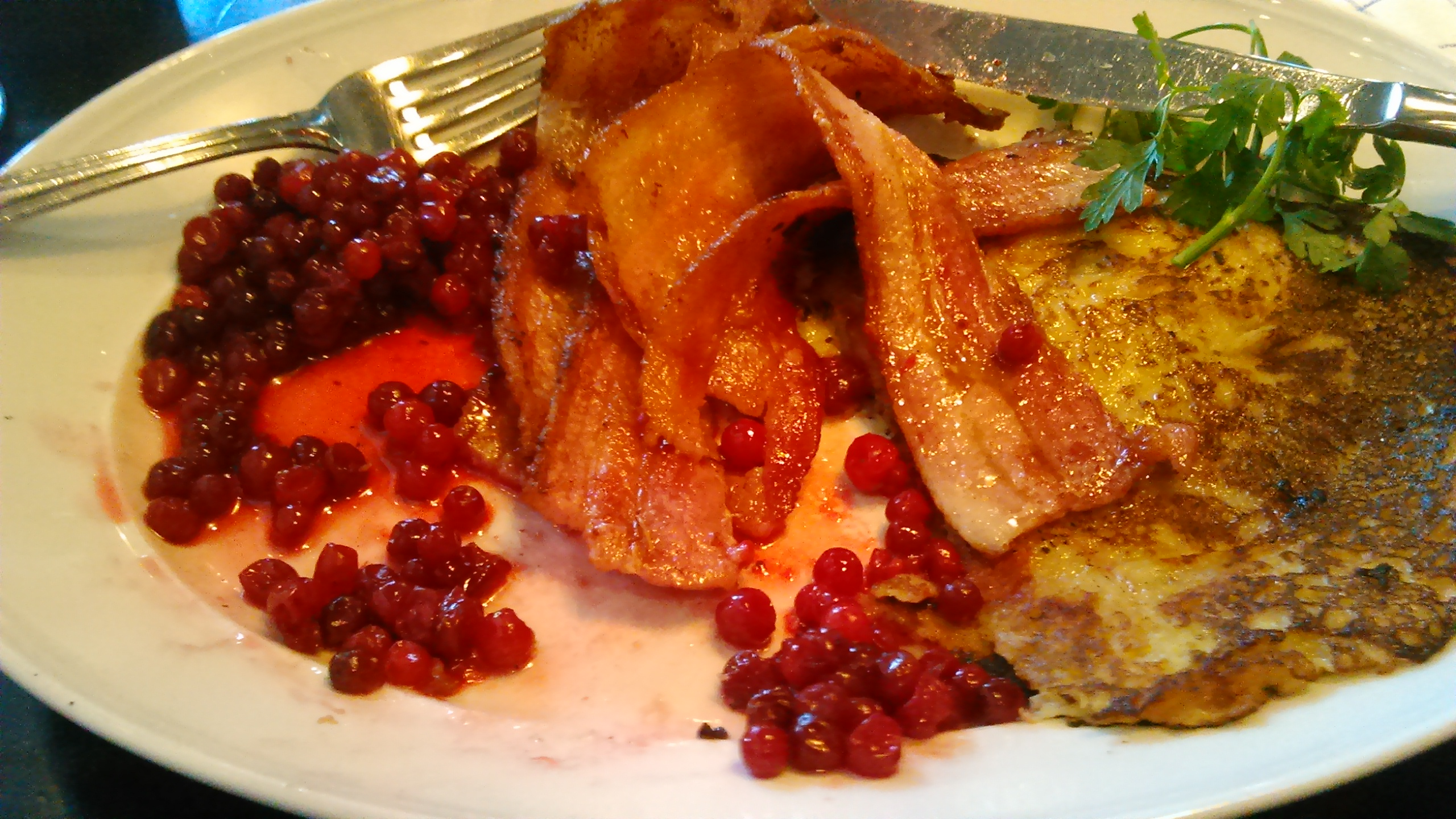
Raggmunk với thịt lợn và dâu lingon

Bánh khoai tây xuất hiện trong nhiều bữa ăn tại các nước châu Âu, bao gồm Đức và Áo (với các tên gọi Kartoffelpuffer, Reibekuchen, Reiberdatschi, Erdäpfelpuffer and Erdäpfellaibchen), Hà Lan (aardappelpannenkoek, reifkoeken, reifjes), Séc (bramborák hoặc cmunda), Hungary (tócsni, lapcsánka), Ba Lan (placki ziemniaczane),...
Đây là món ăn truyền thống của Belarus và Slovakia. Ở Đức, bánh khoai tây có thể ăn mặn hoặc ăn ngọt với sốt táo, quả mọng, đường và quế. Loại bánh này cực kỳ phổ biến trên menu đồ ăn tại các hội chợ và lễ hội vào mùa lạnh, đặc biệt là trong lễ Giáng Sinh. Trong bữa ăn của người Thụy Điển, bánh khoai tây không có trứng và bột mì. Phiên bản bánh khoai tây này ở Mỹ cũng không có bột mì hay trứng. Loại bánh khoai tây này là món ăn ưa thích của nhiều người ở phía nam bang Indiana vào những dịp nghỉ lễ.

### Bánh khoai tây Ba Lan -placki ziemniaczane

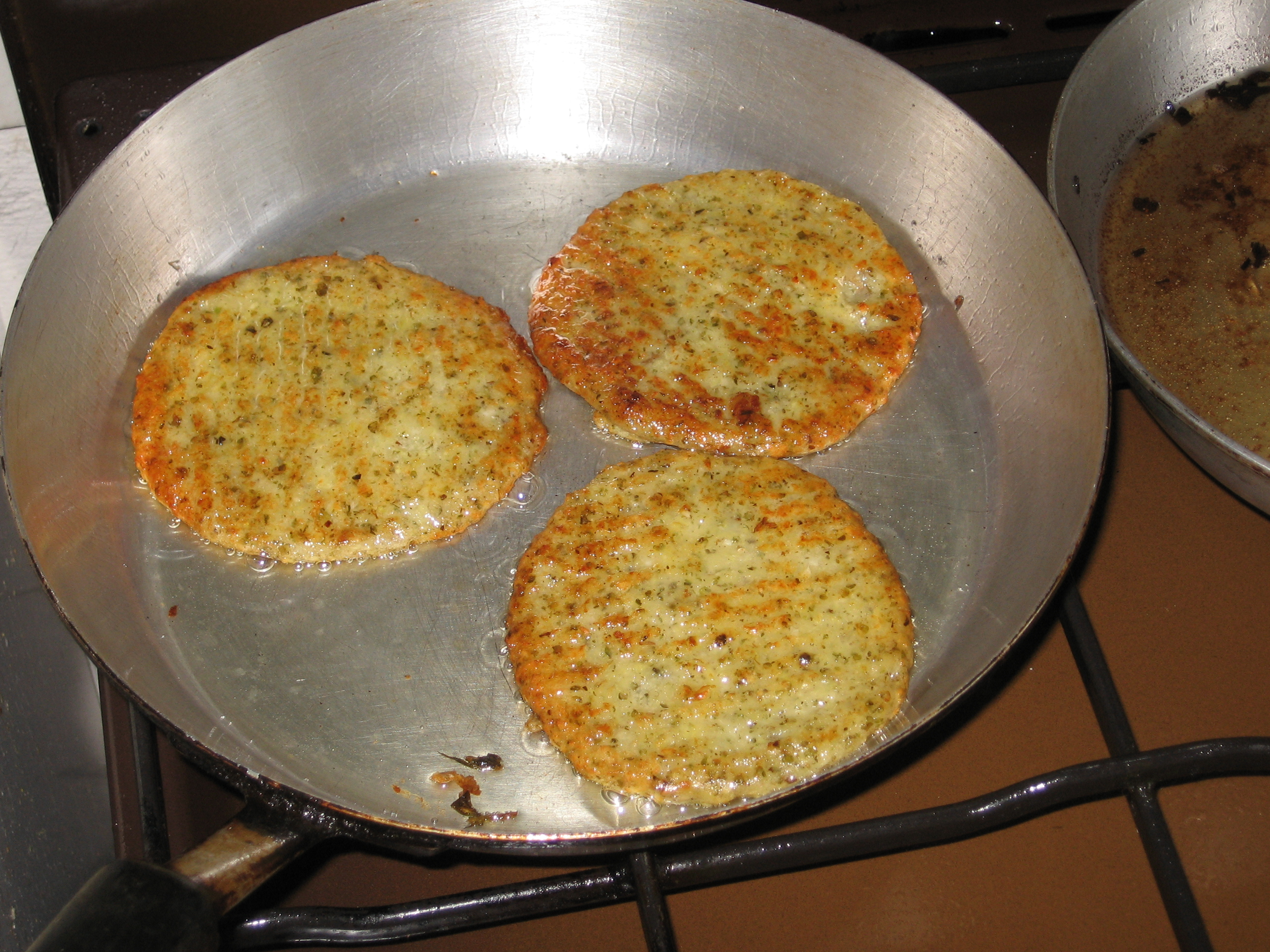
Bánh khoai tây bramborák ở Séc

Bánh khoai tây chiên trong tiếng Ba Lan là placki ziemniaczane thường được ăn kèm nước sốt thịt, thịt lợn hoặc súp goulash của Hungary, hoặc ăn kèm với kem chua, sốt táo và sốt nấm, đôi khi còn cho thêm cả phô mai và si-rô hoa quả nữa. Công thức làm Placki ziemniaczane ở thế kỷ 17 bao gồm 1 củ hành tây, 2 quả trứng và một thìa lớn bột mì cho mỗi kilogram khoai tây, thành phẩm ăn kèm với muối và hạt tiêu. Vào thế kỷ 19 trong những giai đoạn khó khăn, bánh khoai tây thường được thay thế cho bánh mì.

### Bánh khoai tây Séc -bramborák
Bánh khoai tây chiên trong tiếng Séc là bramborák, được làm từ khoai tây bào với trứng, vụn bánh mì hoặc bột mì và gia vị (muối, hạt tiêu, quan trọng nhất là tỏi và lá kinh giới, đôi khi có cả hạt caraway). Có một vài vùng tại Séc trộn thêm cả bột bánh, dưa bắp cải hoặc thịt hun khói thái lát. Hỗn hợp bột khoai tây đó cũng được sử dụng làm lớp phủ của món thịt lợn rán được gọi là kaplický řízek. Đôi khi chúng sẽ được chiên giòn.